# Cultuurbank
Een cultuurbank is een bank die met eigen middelen en met middelen van derden cultuurondernemingen financiert. Dit bestaat uit het financieren van landbouwvoorschotten en het deelnemen in landbouwondernemingen zelf.

## Cultuurbanken in Nederlands-Indië

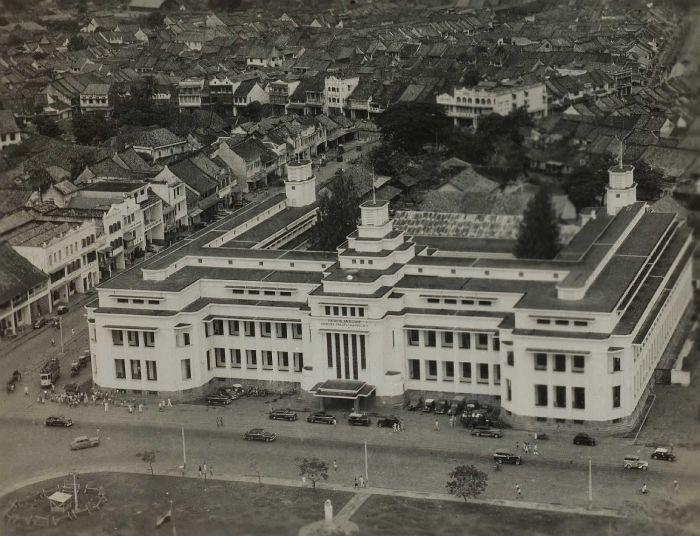
Het gebouw van de cultuurbank Nederlandsche Handel-Maatschappij, te Batavia.

Toen de Nederlandse overheid zich midden negentiende eeuw terugtrok uit de handel in Nederlands-Indië kwam er ruimte voor particuliere banken om dit gat op te vullen. De eerste cultuurbank in Nederlands-Indië was de Nederlandsche Handel-Maatschappij die midden negentiende eeuw begon met het voorschieten van geld aan landbouwondernemingen en het deelnemen in landbouwondernemingen. Het deelnemen in landbouwondernemingen gebeurde vaak noodgedwongen wanneer een debiteur de voorschotten niet meer kon terugbetalen. Naast de NHM, gingen in de negentiende eeuw ook de Nederlandsch-Indische Handelsbank, de Internationale Crediet- en Handelsvereeniging "Rotterdam", de Handelsvereniging Amsterdam, de Koloniale Bank en de Cultuur Maatschappij der Vorstenlanden zich toeleggen op deze activiteiten.
Grote verliezen werden door de cultuurbanken geleden tijdens de Agrarische crisis van 1884 door de sterk gedaalde prijzen van de landbouwproducten. Door de crisis kwam aan het licht dat kredieten te makkelijk verstrekt werden. Hierop kwamen maatregelen om de kwetsbaarheid van de banken te verkleinen. Zo gingen de banken zich meer richten op het lucratieve suiker en werd de financiering in koffie afgebouwd. Na 1896 stegen de prijzen van landbouwproducten en werden grote winsten gemaakt. Deze goede jaren hielden aan tot na de Eerste Wereldoorlog waarna een kleine dip volgde vanwege een korte maar hevige economische depressie. Vanaf die periode richtte de banken zich naast suiker ook op andere producten om de risico's te verkleinen.
Na de onafhankelijkheid van Indonesië werden de cultuurbanken genationaliseerd.

## Bron
- Dr. G.M. Verrijn Stuart (1934): Het Bankwezen in de Nederlandsche Koloniën, tweede, herziene druk, N.V. Uitgevers-mij v/h G. Delwel, Wassenaar, pagina 143-147